# 이별 아닌 이별
"이별 아닌 이별"은 한국에서 제작된 박태창 감독의 1992년 영화이다. 김성수 등이 주연으로 출연하였고 정영식 등이 제작에 참여하였다.

## 출연

### 주연
- 김성수
- 하재영
- 이정웅

## 기타
- 조명: 서병수